# Cyclodium guianense
Cyclodium guianense är en träjonväxtart som först beskrevs av Kl., och fick sitt nu gällande namn av Van der Werff och L. D. Gomez. Cyclodium guianense ingår i släktet Cyclodium och familjen Dryopteridaceae. Inga underarter finns listade.